# Мамили
Мамили (англ. Mamili National Park, or Nkasa Rupara National Park) — национальный парк, расположенный в Замбези в Намибии. Создан в 1990 г. на территории 320 км². Центральным пунктом парке являются острова Нкаса и Лупала на реках Квандо и Линианти. Является частью Трансграничного заповедника Каванго-Замбези.
Во время сухого сезона на острова можно гарантировать гостям удобный доступ наземным путем, но в дождливый сезон 80 % поверхности заливается, отделяясь от суши.

## Туризм
Это самый дикий и редко посещаемый национальный парк Намибии. Влажные, населенные неимоверно богатой фауной речные острова и каналы. Здесь нет люксовых кемпингов, туристы приезжают на собственный риск. Мамили — крупнейшая охраняемая влажная территория в Намибии. Поскольку в дождливый сезон в регионе часто случаются наводнения, проживание в палатках не является желательным. Руководители должны быть очень осторожными и избегать рек, где поджидают крокодилы, некоторые до 5 м длиной. Посетители должны иметь при себе питьевую воду, топливо и еду.
Разрешения на посещение парка выдаются Министерством Экологии и Туризма (MET) в бюро в Катима-Мулило и Виндхуке, либо через региональные бюро в Сусуве, Накатва и Шисинзе или на северной ворот Национального парка Мамили (Nkasa Lupala), где можно также приобрести карту парка.

## Флора и фауна
Среди растительности Национального парка Мамили доминируют виды, которые растут во влажных биотопах. Обширные влажные территории обеспечивают идеальную охрану для млекопитающих, живущих здесь.
Встречаются антилопы ситатунга, и личи, гиеновидные собаки, бегемоты и крокодилы. Среди других животных, что живут здесь — слоны, буйволы, чалые антилопы, импалы, куду. В сухой зимний сезон на островах собираются огромные стада слонов. Птицы нескольких видов более нигде в Намибии не встречаются.